# Exilisia flavicapilla
Exilisia flavicapilla är en fjärilsart som beskrevs av De Toulgoët 1954. Exilisia flavicapilla ingår i släktet Exilisia och familjen björnspinnare. Inga underarter finns listade i Catalogue of Life.